# زاخنبرگ
زاخنبرگ (به آلمانی: Zachenberg) یک شهر در آلمان است که در بایرن واقع شده‌است.

## خصوصیات
زاخنبرگ ۲۷٫۳۰ کیلومترمربع مساحت دارد ۶۰۲ متر بالاتر از سطح دریا واقع شده‌است.